# Kazeinenyv
A kazeinenyv kazeinből készült ragasztó. A glutinenyvhez hasonlóan állati eredetű, de attól eltérően hidegen használható, a nedvességet jobban tűrő ragasztóanyag. A faiparban a szintetikus faragasztók elterjedéséig széles körben használták, festékek kötőanyagaként elsősorban a festészetben (pl. szekkó) alkalmazzák.

## Előállítása, használata
A kazein foszfortartalmú fehérje, amely a tej fehérjéinek többségét alkotja, ahol szuszpenzióként van jelen. A tejből savval vagy biológiai savanyítással lehet a kazeint kicsapatni. 1 kg száraz kazein előállításához 60–70 l tejre van szükség.
A kazeinenyvet házilag sovány tehéntúróból a legegyszerűbb előállítani. A túrót ülepített, „zsíros” oltott mésszel elegyítik 5:1 arányban, amiből állandó, erőteljes keverés során lassan üvegesedő, mézszerű, nyúlós, ragadós anyag keletkezik. Ezt utána szükség esetén vízzel hígítják.
A kazeinenyv a kereskedelemben száraz por alakjában is kapható, amelyet hideg vízben kell feloldani. E célra zománcozott vagy faedényt használnak. Először az enyvpor tömegének háromnegyedét kitevő mennyiségű vizet adnak hozzá, majd folyamatos keverés mellett az oldathoz apránként még több vizet adagolnak. A keverést és a vízadagolást néhány perces szünetekkel addig folytatják, amíg a kazeinszemcsék teljesen fel nem oldódnak. Ekkor az oldat víztartalma az enyvpor tömegének 1,2–1,8-szorosa. Ezután a ragasztót negyed órán át pihentetik, és további fél órán belül fel kell használni. A beszáradt kazeinenyvet már nem lehet vízzel újrahígítani.

## Tulajdonságai
A kazeinenyv ragasztószilárdsága 5 N/mm², nem éri el a glutinenyvét, viszont a nedves környezetnek jobban ellenáll. A faiparban színfurnér ragasztására nem használják, mert savas kémhatása miatt elszíneződést okozhat.